# Kassinurme
Kassinurme est un village de la commune de Jõgeva du comté de Jõgeva en Estonie.
Au 31 décembre 2011, il compte 127 habitants.